# صالح الیزیدی
صالح الیزیدی (عربی: صالح بدر اليزيدي؛ زادهٔ ۱۰ فوریهٔ ۱۹۹۳) یک بازیکن فوتبال است.
از باشگاه‌هایی که در آن بازی کرده‌است می‌توان به باشگاه ورزشی السد و باشگاه ورزشی ام صلال اشاره کرد.
وی همچنین در تیم‌های ملی فوتبال Qatar U-20 Qatar U-23 بازی کرده است.